# 1895 في الأرجنتين
فيما يلي قوائم الأحداث التي وقعت خلال عام 1895 في الأرجنتين.

## سياسة

### تعيين في المنصب
- 23 يناير – خوسيه إيفاريستو رئيس الأرجنتين.
- 6 مايو – خوليو روكا الأرجنتيني عضو مجلس الشيوخ الأرجنتيني ‏.
- 6 مايو – كارلوس بيليجريني عضو مجلس الشيوخ الأرجنتيني ‏.

### انتهاء فترة المنصب
- 23 يناير – لويس ساينز بينيا رئيس الأرجنتين.

## رياضة
- 1 يناير – دوري الدرجة الأولى الأرجنتيني 1895 الفائز Lomas Athletic Club [الإنجليزية]‏.

## مواليد

### يناير
- 1 يناير – حزقيال أنطونيو غارسيا إسترادا ملحن أرجنتيني.
- 1 يناير – كارلوس بيلوكي ممثل أرجنتيني.

### مارس
- 7 مارس – خوان كاسترو موسيقي أرجنتيني.

### أبريل
- 28 أبريل – أماليا بيرنابيه ممثلة أرجنتينية.

### يونيو
- 24 يونيو – خوان مايلز لاعب بولو أرجنتيني.

### يوليو
- 6 يوليو – فيليكس رومانو لاعب كرة قدم أرجنتيني.

### أغسطس
- 23 أغسطس – لويس أراتا ممثل أرجنتيني.

### سبتمبر
- 14 سبتمبر – حزقيال مارتينيز إسترادا كاتب أرجنتيني.

### أكتوبر
- 8 أكتوبر – خوان بيرون رئيس سابق للأرجنتين في فترتين منفصلتين.